# Neomysis ilyapai
Neomysis ilyapai är en kräftdjursart som beskrevs av Holmquist 1957. Neomysis ilyapai ingår i släktet Neomysis och familjen Mysidae. Inga underarter finns listade i Catalogue of Life.